# Колпин, Андрей Борисович
Андре́й Бори́сович Ко́лпин (род. 5 февраля 1964, Москва) — российский режиссёр-аниматор, сценарист, художник-аниматор.

## Биография[1]
Андрей Колпин родился 5 февраля 1964 года в Москве.
В 1978 году учился в Художественной школе ДК имени Гайдара.
В 1987 году окончил МВТУ имени Баумана. В 1987—1989 годах работал в НИИ Прикладной механики в Москве инженером и дизайнером.
В 1989 году окончил Курсы аниматоров при ст. «Пилот» (художественные руководители: А. М. Татарский и И. А. Ковалёв), в 1995 году — Высшие Курсы режиссёров и сценаристов (маст Ф. С. Хитрука), в 1994 году — Курсы учителей анимации при студии «Пилот» (п/р Ф. С. Хитрука).
В 1989—1998 годах — художник-аниматор на студии «Пилот» (с 1990 года — режиссёр).
В 1998—2001 годах — режиссёр семейных и детских анимационных сериалов, режиссёр и сценарист реклам. и пилотных фильмов на студиях: VARGA и MY FILM(Будапешт), RICHARD PURDUM PRODUCTION, TIGER ASPECT (Лондон), Freakish Kid (Англия). Преподавал технологию одушевления в «Школе Новых Экранных Технологий» и «Новой Школе Анимации» (аниматографический центр ПИЛОТ и фирма ИНТЕРМИКРО).
В 2001—2005 годах сотрудничал с различными студиями в Москве и Санкт-Петербурге. Принимал участие в создании более 150 рекламных фильмов и ТВ-заставок, лауреат множества международных конкурсов. Иллюстратор-карикатурист журналов «Новый очевидец» и «Крокодил». Как режиссёр работает во всех видах анимации, кроме кукольной и живописи.

## Фильмография

### Раскадровка
- 2004 — Незнайка и Баррабасс

### Режиссёр-постановщик
- 1996 — Братья Пилоты по вечерам пьют чай
- 1998 — Кнопик и Ко. Цветочки-ягодки
- 1998 — Кнопик и Ко. Дары моря
- 2004 — Шамбала
- 2017 — Фиксики: Большой секрет
- 2021 — Кощей. Начало
- 2022 — Забытое чудо

### Режиссёр серий
- 2003—2012 — Смешарики

| Список серий классического сериала «Смешарики», поставленные Андреем Колпиным: | Список серий классического сериала «Смешарики», поставленные Андреем Колпиным: | Список серий классического сериала «Смешарики», поставленные Андреем Колпиным: | Список серий классического сериала «Смешарики», поставленные Андреем Колпиным: |
| № серии                                                                        | Название                                                                       | Сценарист серии                                                                | Год производства                                                               |
| ------------------------------------------------------------------------------ | ------------------------------------------------------------------------------ | ------------------------------------------------------------------------------ | ------------------------------------------------------------------------------ |
| 24                                                                             | Новые зубы Кроша                                                               | Оксана Тарабанова                                                              | 2004                                                                           |
| 39                                                                             | Талисман                                                                       | Алексей Лебедев                                                                | 2004                                                                           |
| 54                                                                             | Прощай, Бараш!                                                                 | Дмитрий Яковенко                                                               | 2005                                                                           |
| 62                                                                             | Ульи Копатыча                                                                  | Дмитрий Яковенко                                                               | 2006                                                                           |
| 66                                                                             | Большой куш                                                                    | Алексей Лебедев                                                                | 2006                                                                           |
| 69                                                                             | Масленица                                                                      | Дмитрий Яковенко                                                               | 2006                                                                           |
| 71                                                                             | Как здорово сочинять стихи                                                     | Герман Молчанов                                                                | 2006                                                                           |
| 115                                                                            | Красный день календаря                                                         | Светлана Мардаголимова                                                         | 2008                                                                           |

- 2010—2019 — Фиксики
- 2016—наст. время — Сказочный патруль
- 2017 — Ми-ми-мишки

### Сценарист
- 1992 — Гипнэротомахия
- 1996 — Братья Пилоты по вечерам пьют чай
- 2004 — Шамбала

### Сорежиссёр
- 2009 — День рождения Алисы

### Художник-аниматор
- 2009 — День рождения Алисы

## Награды
- Полнометражный фильм «Фиксики. Большой секрет» получил награду на одиннадцатом Международном фестивале детского кино в Индии в номинации «Лучший анимационный художественный фильм».[2]
- 16 марта 2018 — номинант кинопремии «Икар».[3]